# Eva Anduiza
Eva Anduiza Perea (* 1970) ist eine spanische Politikwissenschaftlerin auf dem Gebiet der politischen Partizipations- und Einstellungsforschung. Seit 2003 ist sie an der Autonomen Universität Barcelona tätig.

## Werdegang
Eva Anduiza studierte von 1988 bis 1993 Politikwissenschaft an der Universidad Complutense de Madrid und erwarb dort einen Bachelorabschluss. Anschließend absolvierte sie ein postgraduales Diplomstudium in sozialwissenschaftlicher Datenanalyse an der University of Essex und begann parallel dazu eine politikwissenschaftliche Promotion am Europäischen Hochschulinstitut in Florenz. Beides schloss sie 1997 ab.
Bereits Ende 1996 erhielt sie eine Stelle als Assistenzprofessorin für Politikwissenschaft an der Universität Salamanca, ehe sie Ende 1998 als Titularprofessorin an die Universität Murcia wechselte. Seit 2003 ist sie an der Autonomen Universität Barcelona (UAB) tätig, an der sie zunächst ebenfalls als Titularprofessorin fungierte, ehe sie dort 2018 schließlich eine volle Professur erhielt. Von 2009 bis 2023 leitete sie an der UAB die neu gegründete Forschungsgruppe Democracy, Elections and Citizenship. Von 2018 bis 2019 war sie zudem als Fellow am Center for Advanced Study in the Behavioral Sciences der Stanford University. Von 2015 bis 2020 sowie erneut ab 2020 hielt sie zudem jeweils eine fünfjährige Fellowship an der Catalan Institution for Research and Advanced Studies (ICREA).
Innerhalb ihres Fachgebiets war Anduiza von 2009 bis 2013 Vizepräsidentin der spanischen Vereinigung für Politik- und Verwaltungswissenschaft (AECPA) und gehörte dem Redaktionsteam mehrerer Fachzeitschriften an. Seit 2024 ist sie Mitglied im Fachbeirat des Consortium of National Election Studies.

## Werk und Rezeption
In ihrer Forschung beschäftigt sich Eva Anduiza mit der politischen Beteiligung der Bürgerschaft in Demokratien, schwerpunktmäßig insbesondere den Gründen für und Konsequenzen aus der Beteiligung an Wahlen, politischem Protest und Beteiligung über digitale Medien. Einen weiteren Schwerpunkt ihrer Tätigkeit bilden politische Einstellungen und öffentliche Meinung, dabei insbesondere unter anderem zu Erklärungsfaktoren von populistischen Einstellungen und Einstellungen gegenüber der Korruption von Amtsträgern in der Bevölkerung, sowie Einstellungen zur Gleichstellung der Geschlechter und zum Feminismus im Wandel der Zeit. Seit 2010 fungiert sie als Koordinatorin des Spanish Political Attitudes Panel (POLAT), das als Panelstudie seitdem (bis 2020) über zwölf Befragungswellen erhob.
Laut der Datenbank Google Scholar wurden die Veröffentlichungen Anduizas in bisher über 6900 anderen wissenschaftlichen Arbeiten zitiert, mit einem h-Index von 33.
Für ihre Monographie Individual and Systemic Determinants of Electoral Abstention in Western Europe wurde Anduiza im Jahr 2000 mit dem Stein-Rokkan-Preis für vergleichende sozialwissenschaftliche Forschung des Internationalen Rats für Sozialwissenschaften sowie des European Consortium for Political Research ausgezeichnet.